# Andraca corporaali
Andraca corporaali är en fjärilsart som beskrevs av Van Eecke 1921. Andraca corporaali ingår i släktet Andraca och familjen silkesspinnare. Inga underarter finns listade i Catalogue of Life.